# Joan Stambaugh
Joan Stambaugh (* 10. Juni 1932 ; † 7. Juli 2013) war eine US-amerikanische Philosophin und Übersetzerin.
Stambaugh war Professorin für Philosophie am Hunter College. Sie übersetzte Martin Heideggers Identität und Differenz und Sein und Zeit ins Englische und veröffentlichte eine Auswahl von Heidegger-Texten in den Vereinigten Staaten. Sie war bekannt mit Hannah Arendt und beriet Carol Brightman bei der Herausgabe des Briefwechsels zwischen Arendt und Mary McCarthy in philosophischen Fragen.

## Übersetzungen
- Martin Heidegger: Being and time. State University of New York Press, Albany NY 1996, ISBN 0-7914-2677-7 (Sein und Zeit. englisch).
- Martin Heidegger: The End of Philosophy. Harper & Row, New York NY 1973, ISBN 0-06-063856-7 (Texte von Martin Heidegger).

## Schriften
- Untersuchungen zum Problem der Zeit bei Nietzsche. Nijhoff, Den Haag 1959, (Zugleich: Freiburg im Breisgau, Universität, Dissertation, 1958).
- Music as a Temporal form. In: The Journal of Philosophy. Band 61, Nr. 9, 1964, S. 265–280, doi:10.2307/2022918.
- Attempting to translate Being and time. In: Studia Phænomenologica. Band 5, 2005, S. 79–90, doi:10.7761/SP.5.79.

| Personendaten    | Personendaten                                           |
| ---------------- | ------------------------------------------------------- |
| NAME             | Stambaugh, Joan                                         |
| KURZBESCHREIBUNG | US-amerikanische Philosophin und Heidegger-Übersetzerin |
| GEBURTSDATUM     | 10. Juni 1932                                           |
| STERBEDATUM      | 7. Juli 2013                                            |